# Dúos increíbles
Dúos Increíbles fue un programa de televisión musical español producido por Ganga Producciones y emitido en La 1 de RTVE. Consiste en un concurso musical donde se enfrentan dúos formados por cantantes de diferentes generaciones. La primera edición se celebró del 29 de septiembre al 15 de diciembre de 2022 y fue presentada por Juan y Medio. La segunda edición se inició el 3 de octubre de 2023 presentada por Xavi Martínez y Julia Varela.

## Formato
Concurso musical en el que cantantes veteranos interpretan a dúo con artistas noveles temas algunos de los temas musicales más conocidos de España de los últimos 50 años.

## Temporadas
| Temporada | Temporada | Programas | Estreno                  | Final                   | Ganadores                    | Audiencia media | Audiencia media |
| Temporada | Temporada | Programas | Estreno                  | Final                   | Ganadores                    | Espectadores    | Cuota           |
| --------- | --------- | --------- | ------------------------ | ----------------------- | ---------------------------- | --------------- | --------------- |
|           | 1         | 12        | 29 de septiembre de 2022 | 15 de diciembre de 2022 | Miguel Poveda y Antonio José | 1 027 000       | 10,2%           |
|           | 2         | 10        | 3 de octubre de 2023     | 5 de diciembre de 2023  | Coti y Gonzalo Hermida       | 663 000         | 7,8%            |

## Equipo

### Presentadores titulares
| Presentador   | La 1 | La 1 | La 1 |
| Presentador   | 2022 | 2023 |      |
| ------------- | ---- | ---- | ---- |
| Juan y Medio  |      |      |      |
| Xavi Martínez |      |      |      |
| Julia Varela  |      |      |      |

## Primera edición (2022)
- 29 de septiembre de 2022 - 15 de diciembre de 2022

### Participantes
| Artista                 | Artista                  | Nombre Dúo             | Nombre Cuarteto  | Nombre Dúo Fase Final | Información |
| ----------------------- | ------------------------ | ---------------------- | ---------------- | --------------------- | ----------- |
|                         | Miguel Poveda            | Soniquete              | Felices los 4    | Soniquete             | Ganadores   |
| Antonio José            |                          | Soniquete              | Felices los 4    | Soniquete             | Ganadores   |
| Ana Belén               | Romeo y su Nieta         | 4 en Raya              | Romeo y su Nieta | Subcampeones          |             |
| Agoney                  | Romeo y su Nieta         | 4 en Raya              | Romeo y su Nieta | Subcampeones          |             |
| Sole Giménez            | Thelma y Louise          | Felices los 4          | Thelma y Louise  | Terceras Finalistas   |             |
| Yoly Saa                | Thelma y Louise          | Felices los 4          | Thelma y Louise  | Terceras Finalistas   |             |
| Antonio Carmona         | Carmonía                 | Los Chiripitifláuticos | Carmonía         | Expulsados (Gala 11)  |             |
| NIA                     | Carmonía                 | Los Chiripitifláuticos | Carmonía         | Expulsados (Gala 11)  |             |
| Diego Torres            | Los Atlánticos           | Chimichurris           | Locos Bajitos    | Expulsados (Gala 10)  |             |
| Marta Soto              | Las Perseidas / Destina2 | Chimichurris           | Locos Bajitos    | Expulsados (Gala 10)  |             |
| Carlos Goñi             | Los Pollos               | Los Chiripitifláuticos | -                | Expulsados (Gala 8)   |             |
| Paul Alone              | Los Pollos               | Los Chiripitifláuticos | -                | Expulsados (Gala 8)   |             |
| Víctor Manuel           | Apasiona2                | 4 en Raya              | -                | Expulsados (Gala 7)   |             |
| Chema Rivas             | Apasiona2                | 4 en Raya              | -                | Expulsados (Gala 7)   |             |
| Ainhoa Arteta Francisco | Las Perseidas / Destina2 | Chimichurris           | -                | Expulsados (Gala 7)   |             |
| La Cebolla              | Los Atlánticos           | Chimichurris           | -                | Expulsados (Gala 7)   |             |

### Audiencias
| Fecha      | Características del programa                                                                                       | Audiencia         |
| ---------- | --- | ----------------- |
| 29/09/2022 | Gala 1 / Formación dúos Grupo A                                                                                    | 1 211 000 (12,7%) |
| 06/10/2022 | Gala 2 / Primeros dúos Grupo A                                                                                     | 1 063 000 (10,4%) |
| 13/10/2022 | Gala 3 / Formación dúos Grupo B                                                                                    | 1 184 000 (11,9%) |
| 20/10/2022 | Gala 4 / Primeros dúos Grupo B                                                                                     | 1 041 000 (10,6%) |
| 27/10/2022 | Gala 5 / Segundos dúos Grupo A                                                                                     | 985 000 (10,2%)   |
| 03/11/2022 | Gala 6 / Segundos dúos Grupo B                                                                                     | 743 000 (7,5%)    |
| 10/11/2022 | Gala 7 / Expulsión de Víctor Manuel y Francisco Expulsión de Chema Rivas y La Cebolla                              | 850 000 (8,4%)    |
| 17/11/2022 | Gala 8 / Expulsión de Carlos Goñi y Paul Alone                                                                     | 943 000 (9,3%)    |
| 24/11/2022 | Gala 9 / Primeras batallas                                                                                         | 888 000 (10,1%)   |
| 01/12/2022 | Gala 10 / Segundas batallas / Expulsión de Diego Torres y Marta Soto                                               | 1 304 000 (11,0%) |
| 08/12/2022 | Gala 11 / Semifinal / Expulsión de Antonio Carmona y NIA                                                           | 998 000 (9,6%)    |
| 15/12/2022 | Gala 12 / Final / Ganadores: Miguel Poveda y Antonio José 2.os: Ana Belén y Agoney / 3.os: Sole Giménez y Yoly Saa | 1 116 000 (11,0%) |

     Líder en su franja horaria.

## Segunda edición (2023)
- 3 de octubre de 2023 - 5 de diciembre de 2023

### Participantes
| Artista            | Artista          | Nombre Dúo         | Nombre Cuarteto     | Información |
| ------------------ | ---------------- | ------------------ | ------------------- | ----------- |
|                    | Coti             | Gaditango          | Tangulerías         | Ganadores   |
| Gonzalo Hermida    |                  | Gaditango          | Tangulerías         | Ganadores   |
| David Summers      | Cocodrilos       | Juntos G           | Subcampeones        |             |
| Samantha Gilabert  | Cocodrilos       | Juntos G           | Subcampeones        |             |
| Paloma San Basilio | Pigmalión        | Juntos G           | Terceros Finalistas |             |
| Teo Bok            | Pigmalión        | Juntos G           | Terceros Finalistas |             |
| Carlos Baute       | Helios           | Las reinas del pop | Expulsados (Final)  |             |
| Lucía Gil          | Helios           | Las reinas del pop | Expulsados (Final)  |             |
| Rafa Sánchez       | Los Malavida     | Las reinas del pop | Expulsados (Gala 9) |             |
| Alfred García      | Los Malavida     | Las reinas del pop | Expulsados (Gala 9) |             |
| Diana Navarro      | Siamesas del Sur | Tangulerías        | Expulsadas (Gala 8) |             |
| Tatiana Delalvz    | Siamesas del Sur | Tangulerías        | Expulsadas (Gala 8) |             |
| María del Monte    | Elixir           | Surfieras          | Expulsados (Gala 7) |             |
| Famous Oberogo     | Elixir           | Surfieras          | Expulsados (Gala 7) |             |
| David DeMaría      | Levantera        | Surfieras          | Expulsados (Gala 7) |             |
| Julia Medina       | Levantera        | Surfieras          | Expulsados (Gala 7) |             |
| Roi Méndez         | Sin dúo          | Sin dúo            | Expulsados (Gala 4) |             |
| María Parrado      | Sin dúo          | Sin dúo            | Expulsados (Gala 4) |             |
| Elena Farga        | Sin dúo          | Sin dúo            | Expulsados (Gala 4) |             |
| José Otero         | Sin dúo          | Sin dúo            | Expulsados (Gala 4) |             |
| Ainoa Buitrago     | Sin dúo          | Sin dúo            | Expulsados (Gala 3) |             |
| Maximiliano Calvo  | Sin dúo          | Sin dúo            | Expulsados (Gala 3) |             |
| Paula Mattheus     | Sin dúo          | Sin dúo            | Expulsados (Gala 3) |             |
| Flavio             | Sin dúo          | Sin dúo            | Expulsados (Gala 3) |             |

### Audiencias
| Fecha      | Características del programa | Audiencia      |
| ---------- | --- | -------------- |
| 03/10/2023 | Gala 1 / Formación dúos provisionales Grupo A                                                                                    | 738 000 (9,5%) |
| 10/10/2023 | Gala 2 / Formación dúos provisionales Grupo B                                                                                    | 729 000 (8,5%) |
| 17/10/2023 | Gala 3 / Formación dúos Grupo A Expulsión de Ainoa Buitrago, Maximiliano Calvo, Paula Mattheus y Flavio                          | 705 000 (7,8%) |
| 24/10/2023 | Gala 4 / Formación dúos Grupo B Expulsión de Roi Méndez, María Parrado, Elena Farga y José Otero                                 | 742 000 (8,6%) |
| 31/10/2023 | Gala 5 / Primeros dúos Grupo A                                                                                                   | 618 000 (7,4%) |
| 07/11/2023 | Gala 6 / Primeros dúos Grupo B                                                                                                   | 492 000 (6,8%) |
| 14/11/2023 | Gala 7 / Primeras batallas Expulsión de María del Monte, Famous Oberogo, David DeMaría y Julia Medina                            | 674 000 (7,4%) |
| 21/11/2023 | Gala 8 / Segundas batallas / Expulsión de Diana Navarro y Tatiana Delalvz                                                        | 584 000 (6,6%) |
| 28/11/2023 | Gala 9 / Semifinal / Expulsión de Rafa Sánchez y Alfred García                                                                   | 646 000 (7,2%) |
| 05/12/2023 | Gala 10 / Final / Ganadores: Coti y Gonzalo Hermida 2.os: David Summers y Samantha Gilabert / 3.os: Paloma San Basilio y Teo Bok | 704 000 (7,7%) |

     Líder en su franja horaria.

## Palmarés
| Edición                    | Fecha | Ganadores                    | Subcampeones                      | Terceros                     |
| -------------------------- | ----- | ---------------------------- | --------------------------------- | ---------------------------- |
| [ DI 1 ] Dúos increíbles 1 | 2022  | Miguel Poveda y Antonio José | Ana Belén y Agoney                | Sole Giménez y Yoly Saa      |
| [ DI 2 ] Dúos increíbles 2 | 2023  | Coti y Gonzalo Hermida       | David Summers y Samantha Gilabert | Paloma San Basilio y Teo Bok |

## Audiencias

### Dúos Increíbles: Ediciones
Estas han sido las audiencias de las ediciones del programa Dúos Increíbles.
| Edición                          | Fecha | Cadena | Espectadores | Cuota de pantalla | Gran final        |
| -------------------------------- | ----- | ------ | ------------ | ----------------- | ----------------- |
| Dúos increíbles: Primera edición | 2022  | La 1   | 1 027 000    | 10,2%             | 1 116 000 (11,0%) |
| Dúos increíbles: Segunda edición | 2023  | La 1   | 663 000      | 7,8%              | 704 000 (7,7%)    |